# ボピンドロール
ボピンドロール(Bopindolol、国際一般名)は、交感神経β受容体遮断薬である。ピンドロールのプロドラッグとして作用するエステルである。

## 種類
- 錠剤0.5mg[2]

## 効能・効果
本態性高血圧症（軽症～中等症）